# Tsjorny (vulkaan)
De Tsjorny (Russisch: Чёрный, zwart) is een kleine stratovulkaan in het Russische schiereiland Kamtsjatka. De kwartaire vulkaan is de zuidelijkste van een groep kleine strato- en schildvulkanen in het Centraal Gebergte en bevindt zich direct ten noorden van het vulkanisch massief Alnej-Tsjasjakondzja. Op de westelijke flank bevindt zich een trits van sintelkegels.